# 朴英顺
朴英顺（韓語：박영순，1956年8月22日—1987年7月14日），朝鲜民主主义人民共和国女子乒乓球运动员，左手直拍，前世界冠军。
1974年，朴英顺在北京举行的中、朝、日、南、瑞典五国友谊赛上获得女单冠军。此后，她于1975年、1977年连续两次夺得世界乒乓球锦标赛女单冠军。两届决赛中朴英顺均与中国选手张立相遇，而张立则两度奉命将冠军让出。此外，她还曾在1976年亚洲乒乓球锦标赛上夺得女双、女团两枚金牌。
朴英顺先后获得过人民体育人（1975年）与劳动英雄（1985年）称号。1987年去世，年仅30岁。死后安葬于爱国烈士陵园。

## 朝鮮電視劇
- 《最後的一球》[5]